# Cupa Ligii 1994
Cupa Ligii 1994 a fost prima ediție a Cupei Ligii. Cupa Ligii era menită să scurteze pauza dintre sfârșitul sezonului de ligă și începutul competițiilor internaționale. Competiția sub denumirea de Cupa Samsung a fost ideea lui Gheorghe Copos și a fost desfășurată la sfârșitul sezonului 1993-94 cu cele 18 echipe ale primei divizii a României și Rapid fiind câștigătoare și primind o recompensă financiară de 100.000 de dolari.

## Istoric și format
La 27 aprilie se disputase ultima etapă a ediției 1993-94. De aceea, ar fi urmat o pauză competițională lungă, de aproximativ trei luni pline, pe-atunci noul sezon demarând dincolo de jumătatea lui august. Inițial cluburile s-au împotrivit, deoarece noua competiție necesita cheltuieli suplimentare legate de primele jucătorilor, transport etc. Audiența urma a fi foarte scăzută, cum și la meciurile de campionat ea se redusese drastic, fiind totodată și o perioadă de concedii. Și peste toate, nu exista niciun fel de recompensă financiară. De aceea, exista temerea organizatorilor ca și a presei că echipele urmau să trimită în joc fotbaliști no name, tineri, chiar juniori sau jucători aflați în probe. Ceea ce avea să se și întâmple. În cele din urmă cluburile au fost de-acord cu competiția, asumându-și toate cheltuielile necesare.
Pentru ca acestea să fie cât mai reduse, participantele au fost împărțite în grupe pe criterii geografice. A fost alipită și o competiție abia inventată de Gheorghe Copos, care tocmai venise ca finanțator la Rapid și voia să-și arate mușchii, Cupa Samsung, la care fuseseră invitate toate cele cinci cluburi bucureștene, Rapid, Dinamo, Steaua, Sp. Stud. și Progresul, plus Universitatea Craiova. Aici exista recompensă și chiar substanțială, 100.000 dolari pentru câștigătoare. LPF a considerat-o ca pe una din grupe, învingătoarea urmând să se califice în semifinale, alături de câștigătoarele celorlalte trei grupe în care au fost încadrate restul de 12 echipe.
Cu un an înainte, fusese pentru prima dată, după 27 de ediții consecutive, când nu se organizase competiția (Cupa Municipiului București), echipele bucureștene de prim rang fiind implicate în seria din Capitală a nou-înființatei Cupe a Ligii. Cele două grupe s-au disputat, pe Giulești, sub titulatura de Cupa Samsung. Dinamo s-a impus în fața Stelei și a Craiovei, Rapid le-a devansat pe Progresul și Sportul Studențesc, iar alb-vișiniii au bătut-o apoi, 1-0, pe Dinamo în finala grupei și s-a calificat in semifinale.

## Echipe participante
- Steaua Bucuresti
- Universitatea Craiova
- Dinamo Bucuresti
- Rapid Bucuresti
- Petrolul Ploiesti
- FC Farul Constanta
- Gloria Bistrita
- FC Inter Sibiu
- Progresul Bucuresti
- Ceahlaul Piatra Neamt
- U.T. Arad
- Universitatea Cluj
- FC Brasov
- Electroputere Craiova
- Otelul Galati
- Sportul Studentesc Bucuresti
- FC Arges Pitesti
- FC Maramures Baia Mare[6]

## Finala
| Rapid București | 5–1    | UTA Arad |
| --------------- | ------ | -------- |
|                 | Raport |          |